# Zli Potok
Zlipotok en albanais et Zli Potok en serbe latin (en serbe cyrillique : Зли Поток) est une localité du Kosovo située dans la commune/municipalité de Dragash/Dragaš et dans le district de Prizren/Prizren. Selon le recensement de 2011, elle compte 610 habitants.
Selon le découpage administratif de la Serbie, la localité fait partie de la municipalité de Gora. Le village est également connu sous les noms de Prroni i Keq et Prronaj.

## Histoire
Dans le village, la mosquée Berat, qui remonte au XXe siècle, est proposée pour une inscription sur liste des monuments culturels du Kosovo.

## Démographie

### Évolution historique de la population dans la localité
| 1948 | 1953 | 1961 | 1971 | 1981 | 1991 | 2011 |
| ---- | ---- | ---- | ---- | ---- | ---- | ---- |
| 486  | 488  | 532  | 568  | 625  | 619  | 610  |

|  |

### Répartition de la population par nationalités (2011)
En 2011, les Bosniaques représentaient 62,29 % de la population et les Gorans 32,62 %.